# The Percy Sledge Way
| Recensione | Giudizio |
| ---------- | -------- |
| AllMusic   | [ 2 ]    |

The Percy Sledge Way è il terzo album discografico di Percy Sledge, pubblicato dalla casa discografica Atlantic Records nell'agosto del 1967.

## Tracce

### LP
Lato A
1. The Dark End of the Street – 2:43 (Chips Moman, Dan Penn)
2. You Send Me – 3:05 (Sam Cooke)
3. I Had a Talk with My Woman – 3:20 (Billy Davis, Leonard Caston)
4. What Am I Living For – 2:28 (Fred Jay, Art Harris)
5. I've Been Loving You Too Long (To Stop Now) – 2:43 (Jerry Butler, Otis Redding)
6. Tell It Like It Is – 2:54 (George David, Lee Diamond)

Lato B
1. My Special Prayer – 2:58 (Joe Simon)
2. Drown in My Own Tears – 3:57 (Henry Glover)
3. Just Out of Reach (Of My Two Open Arms) – 3:29 (Virgil F. Stewart)
4. Pledging My Love – 2:50 (Don Robey, Ferdinand Washington)
5. You Don't Miss Your Water – 3:00 (William Bell)

## Musicisti
- Percy Sledge - voce
- Eddie Hinton - chitarra
- Jimmy Johnson - chitarra
- Marlin Greene - chitarra
- Spooner Oldham - piano, organo
- Jerry Weaver - piano, organo
- David Hood - basso
- Albert Lowe - basso
- Roger Hawkins - batteria
- Wesley Fredic - strumento a fiato
- Grailor Price - strumento a fiato
- Carl Jackson - strumento a fiato
- Carl Gholston - strumento a fiato
- Jeanie Greene - coro, direzione coro
- Donna Thatcher - coro
- Jerry Eddleman - coro
- Mary Halladay - coro
- Susan Coleman - coro

Note aggiuntive
- Quin Ivy e Marlin Greene - produttori
- Registrazioni effettuate al Quinvy Studios di Sheffield, Alabama (Stati Uniti)
- Quin Ivy e Marlin Green - ingegneri delle registrazioni
- Loring Eutemey - design copertina album originale
- Bob Rolontz - note retrocopertina album originale[3]

## Classifica
Album
| Anno | Classifica    | Posizione raggiunta |
| ---- | ------------- | ------------------- |
| 1967 | Billboard 200 | 178                 |

Singoli
| Anno | Titolo del brano                        | Classifica            | Posizione raggiunta |
| ---- | --------------------------------------- | --------------------- | ------------------- |
| 1967 | Just Out of Reach (Of My Two Open Arms) | Billboard Hot 100     | 66                  |
| 1967 | What Am I Living For                    | Billboard Hot 100     | 91                  |
| 1969 | My Special Prayer                       | Billboard Hot 100     | 93                  |
| 1969 | My Special Prayer                       | Hot R&B/Hip-Hop Songs | 44                  |